# Neoplan Centroliner Evolution
 (juillet 2019).
Si vous disposez d'ouvrages ou d'articles de référence ou si vous connaissez des sites web de qualité traitant du thème abordé ici, merci de compléter l'article en donnant les références utiles à sa vérifiabilité et en les liant à la section « Notes et références ».
Neoplan Centroliner Evolution (également appelé Centroliner E) est une gamme d'autobus de ligne à plancher bas du constructeur allemand Neoplan, fabriquée de 2003 à 2008 en remplacement du Centroliner classique.

## Développement
Le rachat de Neoplan par MAN en 2001 est les prémices de la conception de la nouvelle gamme d'autobus urbains Neoplan. Désormais, le châssis, ainsi que la plupart des pièces de carrosserie sont identiques aux Lion's City de MAN. 
À l'automne 2002, la nouvelle gamme de modèles a été présentée puis introduite sur le marché. La production en série a débuté en 2003 et s'est achevée au printemps 2008.

## Différents types
Il a existé 6 types d'autobus dans la gamme Centroliner Evolution :
- le N4509 (midibus) ;
- le N4516 (standard) ;
- le N4520 (standard 15 mètres) ;
- le N4521 (articulé) ;
- le N4522 (articulé long) ;
- le N4526 (standard à double étage) ;